# Vítěž
Vítěž je část města Sedlčany v okrese Příbram ve Středočeském kraji. Nachází se asi dva kilometry severovýchodně od Sedlčan. Vítěž leží v katastrálním území Sedlčany o výměře 11,73 km².

## Historie
První písemná zmínka o vesnici pochází z roku 1545.
Za druhé světové války se tehdejší ves stala součástí vojenského cvičiště Zbraní SS Benešov a její obyvatelé se museli 31. října 1943 vystěhovat.

## Obyvatelstvo
| Rok            | 1869 | 1880 | 1890 | 1900 | 1910 | 1921 | 1930 | 1950 | 1961 | 1970 | 1980 | 1991 | 2001 | 2011 | 2021 |
| -------------- | ---- | ---- | ---- | ---- | ---- | ---- | ---- | ---- | ---- | ---- | ---- | ---- | ---- | ---- | ---- |
| Počet obyvatel | 67   | 75   | 75   | 75   | 64   | 57   | 62   | 46   | 38   | 38   | 34   | 32   | 41   | 22   | 24   |
| Počet domů     | 10   | 10   | 10   | 10   | 10   | 10   | 12   | 13   | 13   | 13   | 11   | 15   | 15   | 14   | 14   |

## Obecní správa
Při sčítání lidu v letech 1850–1929 Vítěž byla osadou obce Kosova Hora v okrese Sedlčany. V letech 1930–1949 byla osadou obce Červený Hrádek v okrese Sedlčany. Od roku 1950 je částí města Sedlčany, se kterým patřila nejprve do okresu Sedlčany, ale od roku 1960 v okrese Příbram.